# TikTok Awards 2024
A 4.ª edição do TikTok Awards foi realizada em 17 de dezembro de 2024, no Distrito Anhembi, na cidade de São Paulo, no Brasil. A cerimônia premiou criadores de conteúdo da plataforma de compartilhamento de vídeos TikTok. Apresentada por Angélica e Fabão, a cerimônia foi transmitida ao vivo no perfil do TikTok Brasil.

## Apresentações
As atrações da cerimônia foram anunciadas em 4 de dezembro de 2024.
| Artista(s)                 | Canção                     |
| -------------------------- | -------------------------- |
| Pabllo Vittar              |                            |
| Thullio Milionário e Grelo | Medley de piseiro:         |
| TZ da Coronel e Duquesa    | Medley de trap brasileiro: |

## Vencedores e indicados
Os primeiros indicados foram revelados em 24 de novembro de 2024. Os cinco finalistas foram revelados em 4 de dezembro.
Os vencedores estão listados em primeiro e destacados em negrito.
| Vídeo do Ano - Camila Pudim - Arthur Paek - Lucas Rangel - Nina Baiocchi - Pkllipe | Criador do Ano - Bomtalvão - Arthur Paek - Camila Pudim - Eloá Almeida - Stenio Girardelli (Lactea)   |
| Estrela do Ano - Ana Castela - Luan Pereira - Luciano Huck - Selton Mello - Viih Tube | #TikTokModaEBeleza - Rafael Santos - Adam Mitch - Iara Sannyy - Lisa Barcelox - Mirella Qualha        |
| #TikTokMeFezOuvir - "Beijos, Blues e Poesia" – Seu Desejo - "Nosso Primeiro Beijo (Ao Vivo)" – Gloria Groove - "Ram Tchum" – Dennis, Ana Castela e MC GW - "Só Fé" – Grelo - "The Box Medley Funk 2" – The Box, MC Brinquedo, MC Cebezinho, MC Tuto e MC Laranjinha | #AprendaNoTikTok - Pedro Loos - Debora Aladim - Gis com giz - Igor Bucioli - Mari Krüger              |
| #TikTokMeFezAssistir - Arthur Viana - Alicia Righi - Chrystian Lemos - Gabi Marques - Matheus (Loading Séries) | #TikTokEsportes - Lucas Veloso - Andressa Fontinele - Felipe Motta - Gabi Gagliassi - Matheus Mazzola |
| #TikTokReceita - Arthur Paek - Betto Auge - Cheff Otto - Mah Marangoni - Mustache | |